# Cyrtodactylus macrotuberculatus
Cyrtodactylus macrotuberculatus es una especie de gecos de la familia Gekkonidae.

## Distribución geográfica
Es endémica del extremo sur de la Tailandia peninsular y el norte de la Malasia Peninsular, incluyendo algunas pequeñas islas cercanas.